# Дарвазское бекство
Дарва́зское бе́кство или Дарвазский вилайет (узб. Darvoz bekligi / Darvoz viloyati тадж. бекигарии Дарвоз / вилояти Дарвоз) — административная единица в составе Восточной Бухары Бухарского эмирата, на территории современного Таджикистана и Афганистана. Административным центром являлся Калаи-Хумб.

## География
Бекство располагалось по обеим сторонам реки Пяндж (верхняя Аму-Дарья) и занимало около 386 кв. геогр. миль. Население составляло около 35000 человек. На севере оно отделяелось от Каратегина высоким хребтом Петра Великого, на востоке граничило с западной окраиной Памиров, с юга — с афганскими владениями (Бадахшан), а с запада — с бухарскими бекствами Бальджуаном и Кулябом.
Дарваз был изрезан высокими хребтами, глубокими ущельями, по которым до сих пор текут быстрые, труднопроходимые реки, и, кроме чрезвычайно плохих, местами доступных только для опытных пешеходов тропинок, иных путей сообщения не имело. Последовательно с севера на юг Дарваз представляет следующие части:
- долину р. Оби-Хингоу (Хуль-лёс), левого притока Сурхаба, которая называется также Вахё;
- Дарвазский хребет (снеговой, труднопроходимый), отделяющий долину р. Оби-Хингоу от ущелья, по которому протекает р. Пяндж,

и от долины Ванча (прав. приток последнего),
- долину Пянджа и Ванча
- и, наконец, весьма гористую, круто спускающуюся к Пянджу страну по левую сторону последнего.

Горы высоки, скалисты, покрыты вечными снегами и ледниками. Древесная и кустарная растительность отличается скудостью, а травяная довольно богата и представляет хорошие пастбища. Климат довольно суровый; господствуют бури, морозы и метели. Летом бывает довольно тепло, так что в наиболее низких местностях страны сеют хлопок.

## Демография
Жители большей частью были таджики. Занимались они земледелием и скотоводством. Суровая природа этой территории мало обеспечивало жителей, вследствие чего мука из сушеных тутовых ягод (тут-талкан) составляло в зимнее время самую обыкновенную их пищу. Большинство посевов производился под дождь. Орошаемых земель было очень мало, и группировались они в самих низких местах страны. Довольно важным делом являлся охота на лисиц, куниц, медведей, диких коз и т. п.
Население жило бедно; верования, воззрения и быт его были первобытной, что объяснялось трудной доступностью и замкнутостью провинц и. До 1878 Дарваз по большей части управлялся родовыми владетелями — шахами, а в 1878, будучи присоединен к Бухарскому эмирату, составлял особое Дарвазское бекство, бек которого жил в Калаи-Хумбе, на правом берегу Пянджа.